# Чус (селище)
Чус (рос. Чус) — селище у складі Верхньокамського району Кіровської області, Росія. Адміністративний центр Чусівського сільського поселення.
Населення становить 433 особи (2010, 524 у 2002).
Національний склад станом на 2002 рік — росіяни 89 %.